# غيلمر كابس
غيلمر كابس هو سياسي أمريكي، ولد في 18 يناير 1932 في تيبتون في الولايات المتحدة، وتوفي في 27 أغسطس 2019 في أوكلاهوما سيتي في الولايات المتحدة. نشط حزبياً في الحزب الديمقراطي. وقد انتخب عضو مجلس ولاية أوكلاهوما ‏.